# António Antunes (Schachspieler)
António Antunes (* 6. Februar 1962 in Lissabon) ist ein portugiesischer Schachspieler.
Die portugiesische Einzelmeisterschaft konnte er 1988 gewinnen. Er spielte bei sieben Schacholympiaden: 1984 bis 1996. Außerdem nahm er an zwei Europäischen Mannschaftsmeisterschaft (1989 und 1997) teil.
Den Titel Internationaler Meister erhielt er 1985, seit 1994 ist er Schachgroßmeister.
| Hier fehlt eine Grafik, die leider im Moment aus technischen Gründen nicht angezeigt werden kann. Wir arbeiten daran! |